# 伊達斉義
伊達 斉義（だて なりよし）は、江戸時代後期の大名。仙台藩11代藩主。伊達氏27代当主。官位は従四位下・左近衛権少将、陸奥守。

## 経歴
寛政10年3月7日（1798年4月22日）、仙台藩5代藩主・伊達吉村の八男・伊達村良の庶長子である陸奥一関藩主・田村村資の四男（すなわち吉村の曾孫にあたる）として江戸にて誕生。母は脇坂安親の娘。『寛政重修諸家譜』では幼名を吉五郎と記される。誕生直後、父の村資は隠居し、田村家は既に養子になっていた宗顕が相続した。
文化9年（1812年）に元服して諱を顕嘉（あきよし）、通称を石見と称した。相応しい年齢に達していないという理由で宗顕の養嗣子とならず、部屋住み身分として一関へ下る。
文政2年（1819年）4月26日に一関から仙台城に迎えられ、仙台藩の「藩治を摂関」する。仙台藩から幕府に願いが提出された末に、同年5月25日、嗣子なくして亡くなった10代藩主・斉宗の娘と婚約、その婿養子という形で11代藩主に就任した。なお、婚約者の芝姫は当時3歳であった。同年5月27日に氏を田村から伊達に、通称を石見から藤次郎に改める。
同年7月に亡き養父・斉宗より1字を取って諱を宗義（むねよし）と改め、さらに8月には江戸に上り11代将軍・徳川家斉に御目見して斉義（なりよし）と改名し、従四位少将に叙任し、陸奥守となる。
ちなみに斉宗の後継候補には斉義の他に、伊達家一門の登米伊達家の伊達宗充の子である幸五郎（のちの12代藩主・伊達斉邦、当時2歳）や同じく一門の涌谷伊達氏の源次郎（のちの伊達義基）がいたが、斉宗との血統の近さと年齢から見て斉義が適当だったとされる。
文政9年2月22日（1826年）に斉宗の娘である芝姫と婚礼を挙げるが、文政10年11月27日（1828年1月13日）、江戸で死去した。享年30（満29歳）。

## 後継者問題
斉義が死去した当時、文政8年9月6日（1825年10月17日）生まれの次男・穣三郎（後の慶邦）がいたが、幼少で御目見が済んでいないため、幕府に家督の相続を認められるのが困難な状況にあり、後継者選定は難航した。
老中の水野忠成は陸奥国仙台藩家臣・大條道直（監物）を呼びつけ、当時13歳であった斉義の正室の芝姫に将軍・徳川家斉の子を嫁がせて伊達家養嗣子にし、仙台藩を相続させるように提案がなされた。しかし大条はこれを断り、一族の伊達宗充（長門）の子で、斉義の従弟でかつての藩主後継候補の幸五郎（改め伊達斉邦）が斉義の娘婿となって仙台藩主を相続することとなった。
この斉義の後継者問題の一件は、『仙台叢書 第11巻』や『三百藩家臣人名事典1』に記されているが、公式記録にはなく、『三百藩藩主人名事典1』や『仙台市史』には記されていない。

## 系譜
- 父：田村村資（1763-1808）
- 母：阿琴 - 宝寿院、脇坂安親の娘
- 養父：伊達斉宗（1796-1819）
- 正室：芝姫（蓁子）（1816-1858） - 伊達斉宗の娘
- 側室：美寿 - 砂沢定栄の娘
  - 長女：勁松院（1823-1861） - 微子[注釈 5]（のりこ）、綵姫（まさひめ）、栄心院、伊達斉邦正室
  - 長男：伊達祺丸（1824-1826） - 夭逝
  - 三女：保子（1827-1904） - 祐姫、貞操院、亘理伊達邦実正室
- 側室：恒子 - 山本敬勝の娘
  - 次男：伊達慶邦（1825-1874） - 13代藩主
  - 次女：依（1827-1829） - 夭逝
- 養子
  - 男子：伊達斉邦（1817-1841） - 登米伊達宗充の子、12代藩主

## 偏諱を受けた人物
宗義・斉義時代（「義」の字）
- 伊達義監（岩出山伊達家）
- 伊達義隆（岩谷堂伊達家）
- 伊達義基（涌谷伊達家、幼名:源次郎）
- 石川義光（角田石川家（陸奥石川氏））